# Reinhard Mumm (Sohn)
Reinhard Mumm (* 24. Dezember 1916 in Berlin; † 12. August 1986) war ein deutscher evangelisch-lutherischer Theologe.

## Leben
Reinhard Mumm wurde am 24. Dezember 1916 als drittes von vier Kindern des Pastors und langjährigen Reichstagsabgeordneten Reinhard Mumm (1873–1932) und dessen Frau Elisabeth, geb. Kähler (1890–1967) in Berlin geboren. Schon als Abiturient gehörte er der Bekennenden Kirche an. Nachdem er 1935 das Abitur abgelegt hatte, studierte er Theologie in Greifswald, Berlin, Marburg und schließlich in Halle/Saale.
Zu seinen theologischen Lehrern zählten Hans von Soden (1881–1945, seit 1924 Kirchenhistoriker in Marburg), Rudolf Bultmann (1884–1976, seit 1921 Neutestamentler in Marburg), Julius Schniewind (1883–1948, seit 1935 Neutestamentler in Halle) und Ernst Wolf (1902–1971, von 1935 bis 1942 Kirchenhistoriker in Halle). Sein Theologiestudium schloss er während des Krieges und seines Wehrdienstes als Hauptmann in Halle/Saale mit einem Notexamen ab. Im Jahr 1944 heiratete er in Pätzig (Neumark) Hildegart Stählin, eine Tochter Wilhelm Stählins, 1945–1952 Bischof von Oldenburg, aus dessen erster Ehe mit Emmy, geb. Thäter. Aus dieser Ehe gingen fünf Kinder hervor.
Nach dem Krieg trat er als Lehrvikar in den kirchlichen Dienst bei seinem Schwiegervater in Oldenburg ein und erhielt 1946 eine Pfarrstelle in Rastede. Am 27. Dezember 1946 wurde er dort durch ihn ordiniert.
In den Jahren 1947 und 1948 nahm er eine Assistentenstelle bei Edmund Schlink (1903–1984, von 1946 bis 1971 Systematiker in Heidelberg) wahr und promovierte bei ihm im Jahr 1952 zum Dr. theol. mit einer Arbeit zur theologischen und christologischen Begründung des Rechts. Danach war Mumm als Pfarrer in Minden und in Soest tätig, wo er auch einen Lehrauftrag am dortigen Predigerseminar innehatte. In dieser Zeit arbeitete er außerdem in der westfälischen Landessynode mit.
Im Jahr 1967 wurde er von dem bayerischen Landesbischof Hermann Dietzfelbinger (1908–1984), dem damaligen Ratsvorsitzenden der EKD, als dessen persönlicher Referent nach München geholt. Nach Beendigung dieser Aufgabe übernahm er zum 1. Februar 1974 die zweite Pfarrstelle an St. Matthäus in München, ließ sich aber bereits im Jahr 1979 pensionieren.
Mumm hat sich in vielfältiger Weise in der Kirche engagiert. Er arbeitete viele Jahre im Seelsorge- und Beratungsdienst des Deutschen Evangelischen Kirchentages mit, war Sekretär des im Jahr 1946 gegründeten Arbeitskreises evangelischer und katholischer Theologen und Mitglied der im Jahr 1931 gegründeten Michaelsbruderschaft, deren bayerischen Konvent er leitete und deren Ältester er im Jahr 1977 wurde. Im Jahr 1975 wurde er auf Vorschlag des 2. Vorsitzenden, Kirchenrat Hofmann, zum 1. Vorsitzenden der Lutherischen Liturgischen Konferenz in Bayern gewählt.
Im Jahr 1976 veröffentlichte Mumm einen Aufsatz zum „Problem“ der Homosexualität, in dem er sich zwar gegen die generelle Verurteilung Homosexueller aussprach, zugleich aber homosexuelle Handlungen als mit der Bibel unvereinbar ablehnte und forderte, die Kirche müsse „sich von Mitarbeitern trennen, die unverblümt homosexuelle Beziehungen pflegen“.
Reinhard Mumm verstarb am 12. August 1986.

## Schriften
- Theologische und christologische Begründung des Rechts in der evangelischen Theologie der Gegenwart. Eine Studie zum Problem einer evangelischen Rechtstheologie. Dissertation, Heidelberg 1951.
- Um die Einheit der Kirche. Ökumene und Rom. Gladbeck 1960.
- Der geheiligte Tag. Gladbeck 1961.
- Das Kleid, die Mode und die Freiheit des Christen. Gladbeck 1962.
- Die Zukunft der Kirche. Gladbeck 1963.
- Unser Eigentum vor Gott. Gladbeck 1964.
- Du sollst nicht töten! Was heißt das heute? Gladbeck 1965.
- (als Hrsg.): Die evangelische Wiese-Georgs-Gemeinde zu Soest in Westfalen. 2. Auflage. Soest 1967.
- Was erwartet die Kirche von den Kommunitäten und Bruderschaften? Ludwigshafen/Rhein 1969.
- Von der ‚reinen Lehre des Evangeliums‘. In: Fuldaer Hefte 19, 1969.
- mit Heinrich Harms et al.: Ökumene im bruderschaftlichen Leben. Kassel 1971.
- Ende der Volkskirche? Wege zu neuen Formen kirchlichen Dienstes und kirchlicher Gemeinschaft. Gladbeck 1972.
- mit August Kimme und Albrecht Peters: Die Aktualität des Bekenntnisses (= Fuldaer Hefte, 21). Hamburg 1972.
- Unsere Frage nach Gott. Gladbeck 1972.
- Recht und Sitte in der Gesellschaft. Neuendettelsau 1973.
- mit Marc Lienhard (als Hrsg.): Eucharistische Gastfreundschaft. Ökumenische Dokumente, Kassel 1974.
- (als Hrsg.): Wilhelm Stählin: Letzte Predigten 3. Stuttgart 1976.
- Bekenntnisse. Erläuterungen zum Apostolischen und Nizänischen Glaubensbekenntnis. München 1976.
- Homosexualität – biblisch gesehen. In: Reinhard Mumm, Paul Römhild, Gerhard Naujokat (Hrsg.): Vom Sinn geschlechtlicher Partnerschaft – Eine geistliche Wegweisung zum Problem der Homosexualität. Verlag des Weißen Kreuzes, Kassel-Harleshausen 1976, ISBN 3-87893-009-7, S. 109–126.
- „Nehmet und esset!“ Einladung zum Tisch des Herrn. München 1978.
- An der Kirche bauen. Evangelische Michaelsbruderschaft, Berneuchener Dienst, Kloster Kirchberg. 3. Auflage. Stuttgart 1978.
- mit Adolf Köberle: Wir gedenken der Entschlafenen. Kassel 1981.
- Siehe, dein König kommt zu dir. Auslegung der Wochensprüche und der Sprüche zu den Festtagen. Kassel 1982.
- Art. Geräte, Liturgische. II. In der liturgischen Praxis der Gegenwart. In: Theologische Realenzyklopädie 12 (1984), S. 402–404.
- Art. Hochkirchliche Bewegung II. Hochkirchliche Bewegung in Deutschland. In: Theologische Realenzyklopädie 15 (1986), S. 420f.
- (als Hrsg.): Ökumenische Gebete. Gladbeck 1969; zuletzt nach Mumms Tod von Karl Schlemmer bearbeitet, Regensburg 1991.